# Steven Eckholdt
Steven A. Eckholdt (Los Angeles, 6 september 1961) is een Amerikaans acteur van Duitse afkomst.

## Carrière
Eckholt begon in 1985 met acteren in de film Between the Darkness and the Dawn, waarna hij nog meerdere rollen speelde in films en televisieseries. Zo heeft hij gespeeld in onder anderen Life Goes On (1992), Melrose Place (1993-1994), L.A. Law (1994), It's Like, You Know... (1999-2001), Providence (2001), Friends (1997-2004) en The L Word (2006-2007).

## Filmografie

### Films
Uitgezonderd korte films.
- 2015 The Paper Boat - als dr. Goldberg
- 2012 Undercover Bridesmaid - als neef Eldridge
- 2012 Arcadia - als mr. Acres
- 2011 Big Mike - als Trent McCauley
- 2008 Our First Christmas - als Tom Baer-Noll
- 2006 Split Decision - als Ted Brennan
- 2003 Secret Santa - als John Martin Carter
- 2003 Comfort and Joy - als Sam
- 2001 And Never Let Her Go - als Colm Connolly
- 1999 Love American Style - als Guy
- 1999 Message in a Bottle - als David Osborne
- 1998 Family Blessings - als Chris
- 1998 I Know What You Did - als rechercheur Richard Younger
- 1997 Just in Time - als Jake Bedford
- 1996 Daytona Beach - als Gavin Travers
- 1995 The Stranger Beside Me - als rechercheur Bill Rounder
- 1993 Message from Nam - als Peter Wilson
- 1992 Condition: Critical - als Tommy Cox
- 1990 The Bakery - als Lyle 'Buck' Buchanan
- 1989 The Runnin' Kind - als Shaun
- 1988 Go Toward the Light - als Jeff
- 1988 The Taking of Flight 847: The Uli Derickson Story - als Robert Stethem
- 1988 14 Going on 30 - als Forndexter
- 1988 For Keeps? - als Ronald
- 1986 The Wraith - als George in Daytona
- 1986 About Last Night... - als man in café
- 1985 Between the Darkness and the Dawn - als student in de klas van Jack Parrish

### Televisieseries
Uitgezonderd eenmalige gastrollen.
- 2006-2007 Smith - als Steve - 2 afl.
- 2006-2007 The L Word - als Henry - 8 afl.
- 2005-2006 Half & Half - als Gus Mason - 3 afl.
- 2003-2006 The West Wing - als Doug Westin - 5 afl.
- 1997-2004 Friends - als Mark Robinson - 6 afl.
- 2003 My Big Fat Greek Life - als Thomas Miller - 7 afl.
- 2001 Providence - als congreslid Joe Connelly - 9 afl.
- 1999-2001 It's Like, You Know... - als Robbie Graham - 26 afl.
- 2001 Family Law - als Alex - 3 afl.
- 2000 That's Life - als professor Dwyer - 2 afl.
- 2000 Grapevine - als David Klein - 5 afl.
- 1997 The Practice - als A.D.A. Chris Kelton - 3 afl.
- 1996 Champs - als David - 2 afl.
- 1995 The Monroes- als James Monroe - 8 afl.
- 1994 L.A. Law - als Patrick Flanagan - 8 afl.
- 1993-1994 Melrose Place - als Robert Wilson - 10 afl.
- 1992 Grapevine - als Thumper Klein - 6 afl.
- 1992 Life Goes On - als Kenny Stollmark jr. - 6 afl.
- 1990-1991 WIOU - als Rick Singer - 4 afl.
- 1989 She's the Sheriff - als Jonathan Gagen - 3 afl.

- Biblioteca Nacional de España: XX4940822
- Bibliothèque nationale de France: cb150336016 (data)
- International Standard Name Identifier: 0000 0001 1086 2366
- Library of Congress Control Number: no2012060579
- Virtual International Authority File: 120166867
- WorldCat: E39PBJrGy4Qg8hXcDh6TbCyKh3